# Stellantis Canada
Stellantis Canada (anciennement FCA Canada, Inc. et Chrysler Canada), est la filiale canadienne du groupe américain d'automobiles Stellantis North America, lui-même filiale du groupe Stellantis (ex Fiat Chrysler Automobiles).

## Histoire
La société Chrysler a été créée en 1925 par Walter P. Chrysler qui rachète la société Maxwell et son usine canadienne construite en 1916 à Windsor en Ontario. Le premier PDG de Chrysler Canada fut J. D. Mansfield.
En 1925, la société a produit 4 474 automobiles avec 181 salariés, elle passera à 7 857 véhicules en 1926 avec 243 salariés et à 13 194 véhicules en 1927. En 1928, la société introduit les marques automobiles Plymouth et DeSoto au Canada. En 1929, la production a atteint son maximum avant la « grande crise de 1932 » avec 25 400 véhicules et 1 566 salariés.
En 1936, la société introduit sur le marché canadien la marque Fargo pour commercialiser les camions Dodge, en plus du réseau Dodge existant. Cette année-là, 30 393 véhicules ont été produits.
À partir de 1942, les usines Chrysler canadiennes sont fortement sollicitées pour produire du matériel militaire afin de fournir l'armée américaine en Europe. La production atteint 46 000 véhicules avec 3 435 salariés. Pendant toutes les années de guerre, Chrysler Canada a produit 180 816 camions militaires.
Après la fin de la seconde guerre mondiale, la production a repris un rythme normal dans la proportion voitures particulières et camions. Le record du nombre de véhicules produit a atteint 64 486 unités, un record.

### Les automobiles « Plodge»
La particularité de la gamme Chrysler au Canada a longtemps été la commercialisation des mêmes voitures sous deux marques différentes en concurrence entre elles : Dodge et Plymouth, d'où le surnom attribué par les Canadiens de « Plodge ». La Plymouth DeLuxe était aussi vendue comme une Dodge Kingway, en 1951, la Dodge Crusader était aussi une Plymouth Cambridge....
Les véhicules baptisés "Plodge" étaient notamment :
- DeSoto Diplomat : carrosserie Dodge Dart, habillage latéral DeSoto,
- Dodge Kingsway : carrosserie Dodge, ailes et garnitures Plymouth,
- Dodge Mayfair : face avant Dodge, carrosserie Plymouth,
- Dodge Regent : face avant Dodge, carrosserie Plymouth,
- Dodge Crusader : face avant Dodge (calandre), carrosserie Plymouth Dodge Viscount : face avant Dodge, carrosserie Plymouth,
- Dodge Monaco 1965-1966 : tableau de bord Plymouth Fury,
- Valiant 1960-1966 : mix variable selon les années,
- Dodge Dart 1960-1961 : tableau de bord Plymouth.

Après que le Pacte de l'auto ait été signé entre les États-Unis et le Canada en 1965 et pris effet en 1967, pratiquement toutes les différences ont cessé d'exister entre les modèles Chrysler produits aux États-Unis et au Canada. Cependant, cette "dualité" de marques a duré jusqu'en 2000 ! La marque Plymouth a disparu en fin d'année 2000. Mais ce n'est qu'en 2003 que cette pratique a été abolie pour que la marque et le modèle des gammes américaines et canadiennes sont pleinement identiques.
Historiquement, Chrysler Canada commercialisait ses véhicules sous les marques Dodge, Plymouth, Chrysler, DeSoto, Valiant, et Imperial. Actuellement (2015) les marques ne sont plus que 4 : Dodge, Ram, Jeep et Chrysler. Dodge pour la gamme moyenne et les Van, Jeep pour les VUS, Chrysler pour le haut de gamme et Ram pour les camions et les VUS de très gros gabarit.

## L'aventure DaimlerChrysler
Lors de la fusion entre l'allemand Daimler-Benz et l'américain Chrysler le 12 novembre 1998, la raison sociale de Chrysler Canada devient DaimlerChrysler Canada. Le constructeur allemand a déboursé 36 milliards USD en 1998, pour «l'acquisition» de Chrysler.
Des divergences stratégiques apparaissent dès 1999 et la fusion sur la règle de l'égalité se transforme en imposition des vues allemandes sur l'américain. cela conduit à la rupture entre les deux groupes, à peine huit ans plus tard, en mai 2007, Chrysler Canada retrouve sa propre identité.

## La vente à Cerberus Capital
Le 14 mai 2007, scellant l'échec de la fusion, le fonds d'investissement américain Cerberus rachète 80,1 % de Chrysler pour 5,5 milliards d'euros. Daimler, qui conserve le reste du capital et des projets de développement techniques communs avec le constructeur américain, est rebaptisé «Daimler AG».
Le constructeur allemand, qui n'avait jamais rien investi dans l'outil productif de son associé américain, renoncera au reste de ses parts en 2009 lorsque Chrysler se met sous couvert du Chapter 11 de la loi américaine sur les faillites d'entreprises après avoir négocié l'aide de l'italien Fiat.

## La reprise parFiat
Le 21 janvier 2009, le fonds d'investissement Cerberus, propriétaire du groupe, annonce, à la surprise générale, une entrée du groupe Fiat dans le capital de Chrysler, à hauteur de 35 % (20 % supplémentaires en option d'ici trois ans). Cette alliance permet à Chrysler, ainsi qu'à Dodge et Jeep, de profiter du savoir-faire du constructeur italien en matière de véhicules compacts. Parallèlement, elle permet à Fiat de s'implanter durablement sur le plus grand marché automobile mondial.
Le 4 mars 2009, Chrysler annonce la suppression de 1 200 emplois dans son usine canadienne de Windsor.
Le 21 avril 2009, le gouvernement des États-Unis décide de prêter un montant additionnel de 500 millions USD à Chrysler «pendant qu'il tente de mener à terme son plan de restructuration».
Le 30 avril 2009, Chrysler, qui s'est mis sous la protection du chapitre 11 de la loi sur les faillites aux États-Unis, signe une entente pour céder une partie de son capital : Fiat pourra prendre une participation pouvant atteindre jusqu'à 35 %, le gouvernement des États-Unis prendra 8 % et le gouvernement du Canada 2 %. Un nouveau fonds de placement spécialisé dans la gestion de la couverture santé des retraités de Chrysler recevra 55 %,,.
Le 5 mai 2009, le juge qui supervise la restructuration de Chrysler avalise la vente de la quasi-totalité des actifs de Chrysler à Fiat.
Depuis le 10 juin 2009, Sergio Marchionne, CEO de Fiat devient aussi PDG de Chrysler Fiat LCC. Fiat dispose immédiatement de 20 % du capital de la nouvelle entité et montera à 35 % dès que les nouveaux modèles Chrysler étudiés avec Fiat seront lancés en fabrication.
Début janvier 2014, Fiat acquiert les derniers 41,46 % du capital de Chrysler qu'il ne détenait pas encore pour 4,35 milliards de dollars. Le groupe Chrysler LLC devient une filiale de l'Italien Fiat pour former le groupe Fiat Chrysler Automobiles.

## Usines
FCA Canada dispose de trois sites industriels au Canada :
| Usine                       | Implantation                                  | Année d'ouverture | Années de modernisation / agrandissement | Notes                                                                                                 |
| --------------------------- | --------------------------------------------- | ----------------- | ---------------------------------------- | --- |
| Usine FCA Brampton          | 2000 Williams Parkway East, Brampton, Ontario | 1986              |                                          | 3.350 salariés - modèles Chrysler 300/300C, Dodge Charger, Dodge Challenger et Lancia Thema           |
| Usine FCA Windsor           | 2199 Chrysler Center, Windsor, Ontario        | 1916              | 2010 - 2016                              | 5.400 salariés - modèles Chrysler Town & Country, Dodge Grand Caravan et Chrysler Pacifica (RU)(2016) |
| Usine FCA Etobicoke Casting | 15 Browns Line, Etobicoke, Ontario            | 1942              | 1998                                     | 500 salariés - mécanique et moteurs                                                                   |